# Anton Sangers
Anton Gerard Sangers (Kampen, 17 augustus 1932 - Epse, 5 februari 2011) was een Nederlands onderwijspsycholoog.

## Loopbaan
Sangers studeerde psychologie aan de Universiteit van Amsterdam en ging daarna werken bij het Centraal Instituut voor Toetsontwikkeling als onderzoeker. Hij introduceerde in 1969 een in het onderwijs bekend geworden basislijst van de 724 meest geschreven woorden in het Nederlands. Hij was samen met de hoogleraar psychologie Adriaan de Groot een van de grondleggers en ontwerpers van de Cito Eindtoets Basisonderwijs. Ook ontwikkelde hij samen met Hennie van der Sluis de Eerste Leerjaar Intelligentie test.

## Personalia
Sangers was de levenspartner van de hoogleraar wiskunde Henk Jager.